# Ricordea
Ricordea Duchassaing & Michelotti, 1860 è un genere di corallimorfari diffuso nel Mar dei Caraibi e nell'Oceano Indiano. È l'unico genere della famiglia Ricordeidae.

## Descrizione
Il disco orale raggiunge il diametro di 7-8 cm ed è costellato da numerosi tentacoli piccoli e tozzi. L'apertura boccale è generalmente una, ma può presentarsi per lungo tempo multipla, nel caso di attiva divisione. Presentano un'ampia varietà di colorazioni.

## Biologia
Vivono solitari o in piccoli gruppi.

## Tassonomia
Il genere comprende due specie:
- Ricordea florida Duchassaing & Michelotti, 1860 - diffusa nel Mar dei Caraibi.
- Ricordea yuma (Carlgren, 1900) - diffusa nell'Oceano Indiano